# Tulbaghia patruelis
Tulbaghia patruelis är en skalbaggsart som beskrevs av Louis Albert Péringuey 1908. Tulbaghia patruelis ingår i släktet Tulbaghia och familjen Melolonthidae. Inga underarter finns listade i Catalogue of Life.